# グランデ・アメリカ

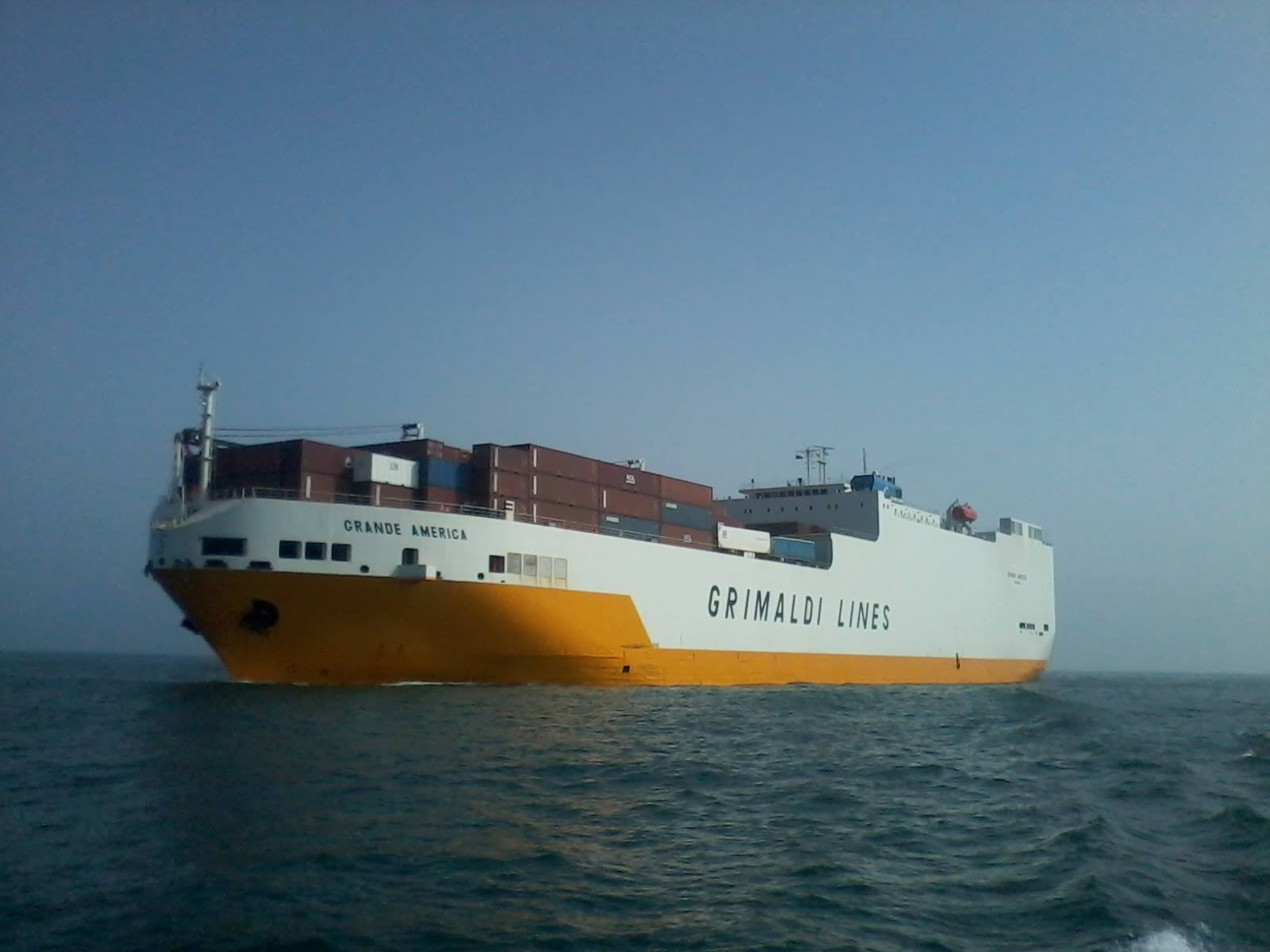
カサブランカ周辺で撮影されたグランデ・アメリカ（2016年）

グランデ・アメリカ（英語: Grande America）は、1997年にフィンカンティエリによって造船され、グリマルディ・グループの子会社のグリマルディ・ラインズによって所有・運航されていたRO-RO貨物船である。2019年3月12日に沈没した。 

## 沈没

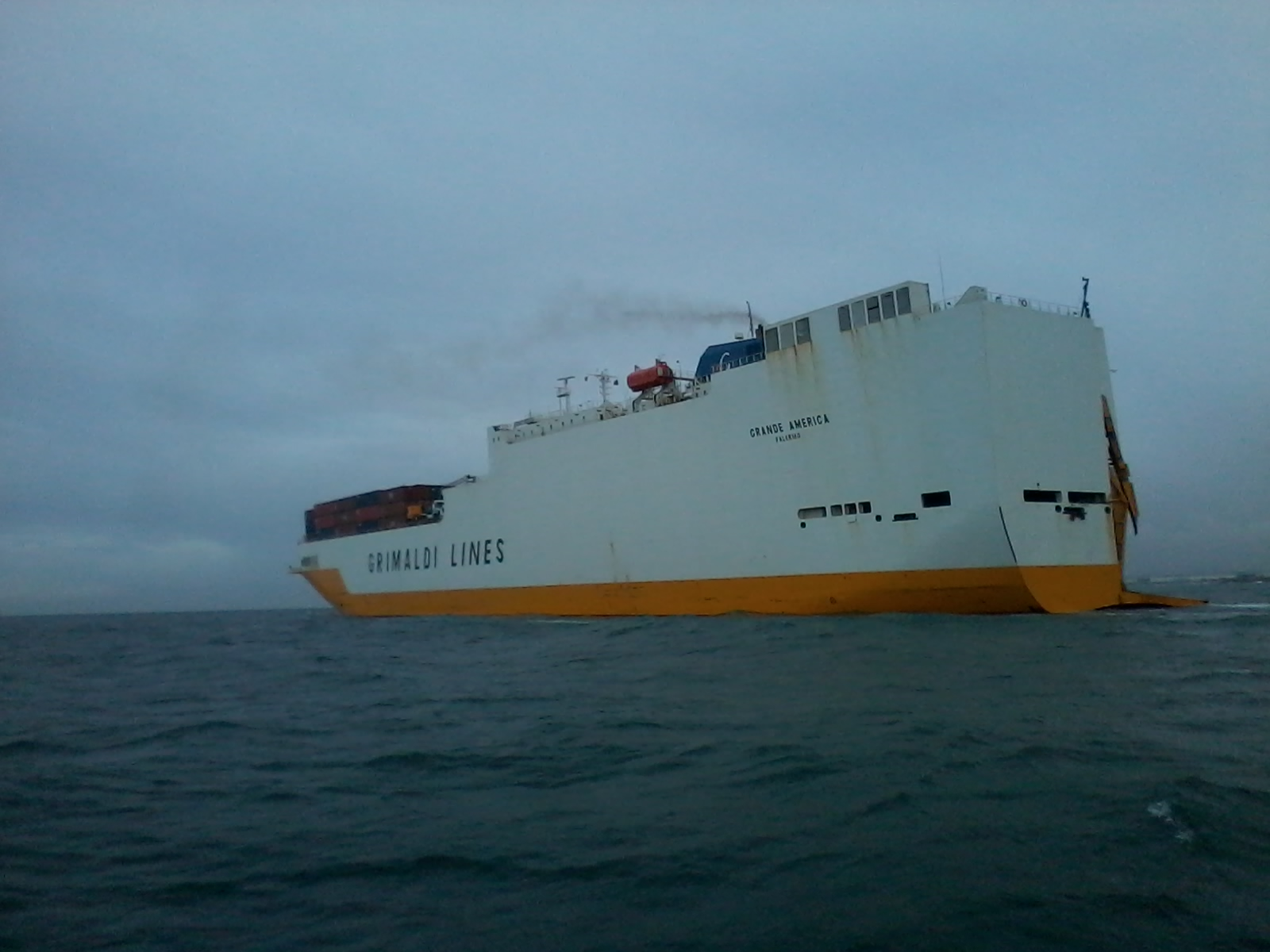
船尾の様子

2019年3月10日、ハンブルク（ドイツ）からカサブランカ（モロッコ）へ向けて航行していた同船であるが、フランスとスペインの間にあるビスケー湾において船内で火災が発生した。乗員27人全員は、翌11日にグランデ・アメリカを放棄し、救命ボートに脱出、その後イギリス海軍のフリゲート艦アーガイル (HMS Argyll) によって救助された。しかしグランデ・アメリカは乗員が救命ボートに脱出した翌日の12日に沈没し、約4500メートル下の海底まで沈んでしまった。 
この沈没によって、10キロメートル×1キロメートルの範囲に石油が流出し、その油がフランスの沿岸方面に動き出したため、ラ・ロシェル、ビアリッツ、ヴァンデ県といった地域の環境が危惧される事態となった。また、本船は365個のコンテナを輸送していたが、そのうち45個のコンテナには、10トンの塩酸や70トンの硫酸を含む、危険とされる物質を輸送していた。 
さらにこの船は、ブラジルの輸入会社に運ばれる予定だった、数十台の自動車も輸送していた。うち37台はポルシェ車で、さらにそのうちの4台は2019年2月に生産を終了した最終ロットのポルシェ・991 GT2 RSであった。この事故を受けて、ポルシェは本モデルの生産ラインを再稼働させ、無事4台をブラジルのオーナーに納品した。   
沈没した本船の位置は、オーシャン・インフィニティからリースされたアイランド・プライド (Island Pride) によって特定され、遠隔操作無人探査機 (ROV) を用いて現場海域の調査が行われた。この ROV は、海中探査中に沈没した本船から石油がわずかに漏れ出ているのを確認しており、その個所は密閉された。